# Уиттл, Дженни
Дженнифер Хейзел «Дженни» Уиттл (англ. Jennifer Hazel "Jenny" Whittle; род. 5 сентября 1973 года, Голд-Кост, штат Квинсленд, Австралия) — австралийская профессиональная баскетболистка, которая играла в женской национальной баскетбольной ассоциации (ЖНБА) и в женской национальной баскетбольной лиге (ЖНБЛ). Была выбрана на драфте ЖНБА 1999 года в четвёртом раунде под 37-м номером командой «Вашингтон Мистикс». Двукратная чемпионка ЖНБЛ (2006, 2008). Играла на позиции центровой. Член Зала славы австралийского баскетбола с 2016 года.

## Ранние годы
Дженни Уиттл родилась 5 сентября 1973 года в городе Голд-Кост (штат Квинсленд).